# José Eduardo Teixeira de Souza
José Eduardo Teixeira de Souza (São Luís, Maranhão, 1852 – 1922) foi um médico brasileiro.
Doutorado em 1878, defendendo a tese “Da Influência que têm Exercido as Experiências Fisiológicas no Progresso da Medicina Prática”. Foi eleito membro da Academia Nacional de Medicina em 1879, com o número acadêmico 123, na presidência de José Pereira Rego.